# Seabourn Odyssey
Le Seabourn Odyssey est un yacht de luxe exploité par Seabourn Cruise Line, filiale de Carnival corporation & plc. Ce navire est le premier des trois nouveaux yachts commandés par Carnival pour sa filiale Seabourn. Le Seabourn Odyssey est entré en service en juin 2009, et a réalisé son voyage inaugural de Gênes à Venise. Début 2023 il est racheté par l'armateur japonais Mitsui O.S.K. Lines pour sa filiale croisières. Le navire reste dans la compagnie dans le cadre d'un accord d'affrètement jusqu'à la fin août 2024.